# Tojad Pawłowskiego
Tojad Pawłowskiego (Aconitum ×pawlowskii Mitka & Starm.) – roślina z rodziny jaskrowatych będąca mieszańcem dwóch gatunków: tojadu wschodniokarpackiego Aconitum lasiocarpum Rchb. Uebers. oraz tojadu dzióbatego Aconitum variegatum L. Występuje w Polsce i na terenach dawnej Czechosłowacji. W Polsce rośnie w Tatrach, Beskidzie Niskim i Dołach Jasielsko-Sanockich. 

## Morfologia
KwiatyHełmy gruczołowo owłosione, słupki owłosione na szwie wewnętrznym.

## Biologia i ekologia
Zapylany przez trzmiele. Roślina trująca.

## Zagrożenia i ochrona
Od 2014 roku roślina jest objęta w Polsce częściową ochroną gatunkową. W latach 1957–2014 podlegała ochronie ścisłej.